# Samppa Lajunen
Samppa Kalevi Lajunen (ur. 23 kwietnia 1979 w Turku) – fiński kombinator norweski, pięciokrotny medalista olimpijski, ośmiokrotny medalista mistrzostw świata, trzykrotny medalista mistrzostw świata juniorów, dwukrotny zdobywca Pucharu Świata oraz zwycięzca Letniego Grand Prix w kombinacji norweskiej.

## Kariera
Biegania na nartach nauczył go ojciec, kiedy Samppa miał zaledwie kilka lat. Na skoczni narciarskiej pojawił się po raz pierwszy w wieku 9 lat. Po raz pierwszy na arenie międzynarodowej pojawił się 3 grudnia 1995 w zawodach Pucharu Świata B (obecnie Puchar Kontynentalny) w austriackim Ramsau. W konkursie rozgrywanym metodą Gundersena Fin zajął tam drugie miejsce, plasując się tylko za Niemcem Ronnym Ackermannem. Sześć dni później zwyciężył w Gundersenie w Rovaniemi. Były to jego jedyne starty w zawodach tego cyklu. Już 6 stycznia 1996 zadebiutował w Pucharze świata, zajmując 21. miejsce w Gundersenie w niemieckim Schonach. Tym samym już w swoim debiucie zdobył pierwsze pucharowe punkty. W sezonie 1995/1996 pojawił się jeszcze sześciokrotnie, najlepszy wynik uzyskując 8 marca w Falun, gdzie był jedenasty. W klasyfikacji generalnej zajął ostatecznie 36. pozycję.
Przełom w karierze Lajunena nastąpił w sezonie 1996/1997. We wszystkich startach cyklu zdobywał punkty, przy czym sześciokrotnie stawał na podium. Po raz pierwszy dokonał tego 22 listopada 1996 w Rovaniemi, gdzie był drugi w Gundersenie. W swoim czwartym starcie tego sezonu, 5 stycznia 1997 w Schonach, nie tylko kolejny raz stanął na podium, ale także odniósł swoje pierwsze pucharowe zwycięstwo. W momencie zwycięstwa miał 17 lat, 8 miesięcy i 12 dni i do dziś zajmuje drugie miejsce na liście najmłodszych zwycięzców zawodów pucharowych w kombinacji norweskiej. Najlepszy był także w Gundersenie dziewięć dni później we włoskim Val di Fiemme. Ponadto był drugi w Hakubie 1 lutego i w Oslo 15 marca, a 18 stycznia 1997 zajął trzecie miejsce w Sankt Moritz. W efekcie zwyciężył w klasyfikacji generalnej, wyprzedzając wyraźnie swego rodaka Jariego Mantilę oraz Norwega Bjarte Engena Vika. Do dziś pozostaje najmłodszym zdobywcą Pucharu Świata - w chwili zakończenia sezonu Samppa nie ukończył jeszcze osiemnastego roku życia. W lutym 1997 wziął udział w mistrzostwach świata w Trondheim, gdzie wspólnie z Jarim Mantilą, Tapio Nurmelą i Hannu Manninenem wywalczył srebrny medal w sztafecie, a indywidualnie zajął 17. pozycję.
Rywalizację w sezonie 1997/1998 zaczął od zwycięstwa w sprincie 28 listopada 1997 w Rovaniemi. Było to jednak jego jedyne pucharowe podium w tym sezonie. Jeszcze pięciokrotnie plasował się w czołowej dziesiątce zawodów, co zaowocowało ósmym miejscem w klasyfikacji generalnej. W styczniu 1998 Samppa wystartował na mistrzostwach świata juniorów w Sankt Moritz, gdzie wraz z kolegami wywalczył złoty medal w zawodach drużynowych, a w Gundersenie zdobył srebro, ulegając tylko Manninenowi. Już dwa tygodnie później brał udział w igrzyskach olimpijskich w Nagano. Finowie w tym samym składzie co w Trondheim sięgnęli po srebrny medal olimpijski. Po skokach znajdowali się na prowadzeniu i na trasę biegu wyruszyli z przewagą 4 sekund nad Austriakami oraz ośmiu sekund nad Norwegami. W biegu to Norwegowie okazali się najlepsi, Finowie zdołali jednak obronić drugie miejsce. Na mecie do zwycięzców stracili jednak ponad minutę. W starcie indywidualnym po skokach prowadził Vik, a Lajunen zajmował szóste miejsce i na trasę biegu ruszył ze stratą minuty i trzech sekund. W biegu wyprzedził wszystkich rywali oprócz prowadzącego Norwega i zdobył swój drugi srebrny medal olimpijski. Na mecie do Vika stracił 27,5 sekundy i o zaledwie 0,7 sekundy wyprzedził brązowego medalistę - Walerija Stolarowa z Rosji.
Lepiej prezentował się w sezonie 1998/1999, w którym sześciokrotnie stawał na podium. Odniósł przy tym dwa zwycięstwa: 30 stycznia we francuskim Chaux-Neuve i 6 marca 1999 w Lahti był najlepszy w zawodach metodą Gundersena. W klasyfikacji generalnej pozwoliło mu to zająć piąte miejsce. Na początku lutego tego samego roku osiągnął swój ostatni sukces w kategorii juniorów, zdobywając złoty medal w Gundersenie podczas mistrzostw świata juniorów w Saalfelden. Już trzy tygodnie później brał udział w mistrzostwach świata w Ramsau, gdzie razem z Nurmelą, Mantilą i Lajunenem wywalczył złoty medal drużynowo. Był to pierwszy drużynowy złoty medal dla Finlandii w kombinacji norweskiej. Indywidualnie zdobył ponadto srebrny medal w Gundersenie, ulegając tylko Bjarte Engenowi Vikowi. Do zwycięzcy stracił 34,5 sekundy, a brązowego medalistę, Rosjanina Dmitrija Sinicyna wyprzedził o ponad minutę. W sprincie wypadł słabiej, plasując się na piątym miejscu. Do brązowego medalisty, Japończyka Kenjiego Ogiwary stracił 9,3 sekundy.
Vik i Lajunen zdominowali sezon 1999/2000. W dziewiętnastu rozegranych konkursach indywidualnych Fin czternaście razy stawał na podium, o jeden raz więcej niż Norweg i to on zdobył Puchar Świata, wyprzedzając Vika o zaledwie 45 punktów. Wygrał aż osiem zawodów, a jego największy rywal najlepszy był pięciokrotnie. W lecie 2000 roku wystartował w trzeciej edycji Letniego Grand Prix w kombinacji norweskiej, zajmując w klasyfikacji końcowej drugie miejsce za Felixem Gottwaldem z Austrii. W czterech konkursach indywidualnych Lajunen raz stanął na podium - 30 sierpnia w Oberhofie był najlepszy w Gundersenie. W pozostałych startach był dwukrotnie czwarty, a ostatnie zawody cyklu ukończył na 24. pozycji. Kolejny sezon w wykonaniu Fina był nieco słabszy. Cztery razy stanął na podium zawodów pucharowych, ale nie zdołał żadnego z konkursów wygrać - był trzykrotnie drugi, a raz zajął trzecie miejsce. W klasyfikacji generalnej był piąty, a w klasyfikacji sprinterskiej zajął czwartą pozycję, 43 punkty za Kristianem Hammerem z Norwegii. Na mistrzostwach świata w Lahti w 2001 razem z Mantilą, Manninenem i Jaakko Tallusem zdobył brązowy medal w sztafecie. Finowie ulegli tylko Norwegom i Austriakom, tracąc do pierwszych 19,4 sekundy, a do drugich 8,5 sekundy. Samppa był także jedynym fińskim kombinatorem, który na tych mistrzostwach zdobył medal indywidualnie. W sprincie na dużej skoczni wyprzedził go tylko Niemiec Marko Baacke, który na mecie stawił się o 6,2 sekundy przed Finem. Także w konkursie metodą Gundersena Lajunen zdobył srebrny medal. Ponownie musiał uznać wyższość Bjarte Engena Vika.
Latem 2001 Lajnunen zwyciężył w czwartej edycji Letniego Grand Prix, wyprzedzając Billa Demonga ze Stanów Zjednoczonych i Niemca Jensa Gaisera. W pięciu konkursach indywidualnych odniósł jedno zwycięstwo, 24 sierpnia w Klingenthal w konkursie metodą Gundersena, a 26 sierpnia w Oberhofie i 29 sierpnia w Winterbergu zajmował drugie miejsce, odpowiednio w sprincie i Gundersenie. Dobrą formę utrzymał także w zimowym sezonie 2001/2002. Jedenaście razy meldował się na podium, czterokrotnie wygrywając. Trzy z tych zwycięstw odniósł w sprincie: 9 grudnia 2001 w Štrbskim Plesie, 3 marca w Lahti i 13 marca 2002 w Trondheim. W klasyfikacji generalnej Samppa był trzeci za Ackermannem i Gottwaldem, a w klasyfikacji sprintu zajął drugą pozycję. Najważniejszym punktem tego sezonu były igrzyska olimpijskie w Salt Lake City w 2002, gdzie wraz Mantilą, Manninenem oraz Tallusem zdobył drużynowe mistrzostwo olimpijskie. Był to pierwszy drużynowy złoty medal w kombinacji w historii startów Finów na igrzyskach. W konkursie metodą Gundersena po skokach zajmował trzecie miejsce i do biegu przystąpił ze stratą 53 sekund do prowadzącego Tallusa. W biegu wyprzedził zarówno Tallusa jak i drugiego po skokach Mario Stechera i na mecie stawił się pierwszy, o 24,7 sekundy przed swym rodakiem. W skokach do sprintu Lajunen osiągnął najlepszą odległość - 126,5 metra. Prowadzenia wywalczonego w skokach nie oddał już do końca biegu, zdobywając tym samym swój trzeci złoty medal. Jest pierwszym w historii zawodnikiem, który na jednych igrzyskach zdobył trzy złote medale w kombinacji norweskiej. W 2002 został także wybrany sportowcem roku w Finlandii.
Piątą edycję LGP Fin ukończył na dziesiątej pozycji. W żadnym z konkursów nie stanął na podium, ale z reprezentantów Finlandii osiągał najlepsze wyniki. Sezon 2002/2003 przyniósł mu kolejne piąte miejsce w klasyfikacji generalnej. Czterokrotnie stawał na podium, odnosząc dwa zwycięstwa: 14 grudnia 2002 w Harrachovie był najlepszy w Gundersenie, a 8 stycznia 2003 w Ramsau wygrał sprint. Podczas mistrzostw świata w Val di Fiemme w 2003 Finowie w składzie: Hannu Manninen, Jouni Kaitainen, Jaakko Tallus i Samppa Lajunen zdobyli brązowy medal w zawodach drużynowych. Trzecie miejsce zajmowali już po skokach, tracąc około minuty do wyprzedzających ich Austriaków i Niemców. Straty do liderów nie odrobili, jednak obronili trzecią pozycję przed Norwegami. W startach indywidualnych był szósty po skokach w konkursie metodą Gundersena, co oznaczało 2 minuty i 6 sekund na starcie biegu. Na trasie biegowej Fin wyprzedził wszystkich, którzy wyprzedzali go po skokach oprócz prowadzącego Ackermanna, ale sam został wyprzedzony przez Gottwalda. Ostatecznie zdobył brązowy medal, powiększając swoją kolekcję medalową zawodów tego cyklu do ośmiu. Słabiej wypadł w sprincie, w którym awansował z trzynastego miejsca po skokach na ósme na mecie biegu. Był to jego najsłabszy start na dużej imprezie od 1997 i jednocześnie jego ostatni start na imprezie tego kalibru.
Ostatnim sezonem w jego karierze był sezon 2003/2004. W zawodach pucharowych tylko dwukrotnie nie zmieścił się w pierwszej dziesiątce, a jego najgorszym wynikiem było dwunaste miejsce 30 listopada 2003 w Ruce. Dziewięciokrotnie stawał na podium, odnosząc jedno zwycięstwo – 23 stycznia w japońskim Nayoro wygrał zawody metodą Gundersena. Było to dwudzieste i jednocześnie ostatnie zwycięstwo w jego karierze. Ostatni oficjalny występ zanotował 6 marca 2004 w Lahti, gdzie w Gundersenie uplasował się na trzeciej pozycji za Japończykiem Daito Takahashim i Felixem Gottwaldem. W klasyfikacji generalnej zajął trzecie miejsce za Manninenem i Ackermannem, a w klasyfikacji sprinterskiej uległ tylko Manninenowi. Łącznie w ciągu całej kariery 55 razy stawał na podium, z czego 20 razy zwyciężał, 24 razy zajmował drugie miejsce, a 11 razy stawał na najniższym stopniu podium.
Karierę sportową zakończył w 2004, w wieku 24 lat, koncentrując się na studiowaniu ekonomii na Uniwersytecie w Jyväskylä. Dyplom uzyskał w 2007. Wraz z żoną Hanną mieszka obecnie w Helsinkach.
Jego brat Akseli Lajunen uprawiał skoki narciarskie.

## Osiągnięcia

### Igrzyska olimpijskie
| Miejsce | Dzień     | Rok  | Miejscowość    | Konkurencja          | Wynik zwycięzcy | Strata  | Zwycięzca        |
| ------- | --------- | ---- | -------------- | -------------------- | --------------- | ------- | ---------------- |
| 2.      | 14 lutego | 1998 | Nagano         | Gundersen K-90/15 km | 41:21,1         | +27,5   | Bjarte Engen Vik |
| 2.      | 20 lutego | 1998 | Nagano         | Sztafeta K-90/4x5 km | 54:11,5         | +1:18,9 | Norwegia         |
| 1.      | 9 lutego  | 2002 | Salt Lake City | Gundersen K-90/15 km | 39:11,7         | -       | -                |
| 1.      | 14 lutego | 2002 | Salt Lake City | Sztafeta K-90/4x5 km | 48:42,2         | -       | -                |
| 1.      | 21 lutego | 2002 | Salt Lake City | Sprint K-120/7,5 km  | 16:40,1         | -       | -                |

### Mistrzostwa świata
| Miejsce | Dzień     | Rok  | Miejscowość   | Konkurencja          | Wynik zwycięzcy | Strata  | Zwycięzca        |
| ------- | --------- | ---- | ------------- | -------------------- | --------------- | ------- | ---------------- |
| 17.     | 22 lutego | 1997 | Trondheim     | Gundersen K-90/15 km | 43:43,1         | ?       | Kenji Ogiwara    |
| 2.      | 23 lutego | 1997 | Trondheim     | Sztafeta K-90/4x5 km | 52:18,0         | +55,6   | Norwegia         |
| 2.      | 20 lutego | 1999 | Ramsau        | Gundersen K-90/15 km | 37:04,8         | +34,5   | Bjarte Engen Vik |
| 1.      | 25 lutego | 1999 | Ramsau        | Sztafeta K-90/4x5 km | 49:34,2         | -       | -                |
| 5.      | 27 lutego | 1999 | Ramsau        | Sprint K-90/7,5 km   | 17:48,4         | +40,3   | Bjarte Engen Vik |
| 2.      | 15 lutego | 2001 | Lahti         | Gundersen K-90/15 km | 39:26,7         | +1:04,6 | Bjarte Engen Vik |
| 3.      | 20 lutego | 2001 | Lahti         | Sztafeta K-90/4x5 km | 48:54,1         | +19,4   | Norwegia         |
| 8.      | 24 lutego | 2001 | Lahti         | Sprint K-116/7,5 km  | 19:40,3         | +6,2    | Marko Baacke     |
| 3.      | 21 lutego | 2003 | Val di Fiemme | Gundersen K-95/15 km | 37:54,2         | +1:16,1 | Ronny Ackermann  |
| 3.      | 24 lutego | 2003 | Val di Fiemme | Sztafeta K-95/4x5 km | 47:23,9         | +15,5   | Norwegia         |
| 8.      | 28 lutego | 2003 | Val di Fiemme | Sprint K-120/7,5 km  | 18:47,8         | +51,4   | Johnny Spillane  |

### Mistrzostwa świata juniorów
| Miejsce | Dzień       | Rok  | Miejscowość                   | Konkurencja          | Wynik zwycięzcy | Strata | Zwycięzca      |
| ------- | ----------- | ---- | ----------------------------- | -------------------- | --------------- | ------ | -------------- |
| 2.      | 22 stycznia | 1998 | Sankt Moritz                  | Gundersen K-95/10 km | ?               | ?      | Hannu Manninen |
| 1.      | 23 stycznia | 1998 | Sankt Moritz                  | Sztafeta K-95/4x5 km | ?               | -      | -              |
| 1.      | 3 lutego    | 1999 | Saalfelden am Steinernen Meer | Gundersen K-85/10 km | ?               | -      | -              |

### Puchar Świata

#### Miejsca w klasyfikacji generalnej
- sezon 1995/1996; 36.
- sezon 1996/1997: 1.
- sezon 1997/1998: 8.
- sezon 1998/1999: 5.
- sezon 1999/2000: 1.
- sezon 2000/2001: 5.
- sezon 2001/2002: 3.
- sezon 2002/2003: 5.
- sezon 2003/2004: 3.

#### Miejsca w zawodach chronologicznie
| Nr  | Data              | Miejscowość         | Konkurencja             | Wynik zwycięzcy | Pozycja | Strata      | Zwycięzca        |
| --- | ----------------- | ------------------- | ----------------------- | --------------- | ------- | ----------- | ---------------- |
| 1.  | 22 listopada 1996 | Rovaniemi           | Gundersen K90/15 km     | ?               | 2.      | ?           | Jari Mantila     |
| 2.  | 5 stycznia 1997   | Schonach            | Gundersen K90/15 km     | ?               | 1.      | -           | -                |
| 3.  | 14 stycznia 1997  | Val di Fiemme       | Gundersen K90/15 km     | ?               | 1.      | -           | -                |
| 4.  | 18 stycznia 1997  | Sankt Moritz        | Gundersen K95/15 km     | ?               | 2.      | ?           | Mario Stecher    |
| 5.  | 1 lutego 1997     | Hakuba              | Gundersen K120/15 km    | ?               | 2.      | ?           | Mario Stecher    |
| 6.  | 15 marca 1997     | Oslo                | Gundersen K115/15 km    | ?               | 2.      | ?           | Bjarte Engen Vik |
| 7.  | 28 listopada 1997 | Rovaniemi           | Sprint K90/7.5 km       | ?               | 1.      | -           | -                |
| 8.  | 24 listopada 1998 | Rovaniemi           | Sprint K90/7.5 km       | ?               | 2.      | ?           | Hannu Manninen   |
| 9.  | 29 grudnia 1998   | Oberwiesenthal      | Sprint K90/7.5 km       | ?               | 2.      | ?           | Hannu Manninen   |
| 10. | 3 stycznia 1999   | Schonach            | Gundersen K90/15 km     | ?               | 3.      | ?           | Bjarte Engen Vik |
| 11. | 26 stycznia 1999  | Val di Fiemme       | Gundersen K90/15 km     | ?               | 2.      | ?           | Bjarte Engen Vik |
| 12. | 30 stycznia 1999  | Chaux-Neuve         | Gundersen K90/15 km     | ?               | 1.      | -           | -                |
| 13. | 6 marca 1999      | Val di Fiemme       | Gundersen K90/15 km     | ?               | 1.      | -           | -                |
| 14. | 9 grudnia 1999    | Vuokatti            | Gundersen K90/15 km     | ?               | 2.      | ?           | Ronny Ackermann  |
| 15. | 11 grudnia 1999   | Vuokatti            | Sprint K90/7.5 km       | ?               | 1.      | -           | -                |
| 16. | 19 grudnia 1999   | Steamboat Springs   | Gundersen K120/15 km    | ?               | 2.      | ?           | Ladislav Rygl    |
| 17. | 21 grudnia 1999   | Steamboat Springs   | Sprint K120/7.5 km      | ?               | 1.      | -           | -                |
| 18. | 3 stycznia 2000   | Oberwiesenthal      | Sprint K90/7.5 km       | ?               | 1.      | -           | -                |
| 19. | 5 stycznia 2000   | Reit im Winkl       | Gundersen K90/15 km     | ?               | 2.      | ?           | Bjarte Engen Vik |
| 20. | 8 stycznia 2000   | Schonach            | Gundersen K90/15 km     | ?               | 2.      | ?           | Bjarte Engen Vik |
| 21. | 11 stycznia 2000  | Val di Fiemme       | Gundersen K90/15 km     | ?               | 1.      | -           | -                |
| 22. | 16 stycznia 2000  | Breitenwang         | Sprint K90/7.5 km       | ?               | 1.      | -           | -                |
| 23. | 22 stycznia 2000  | Liberec             | Gundersen K120/15 km    | ?               | 2.      | ?           | Ladislav Rygl    |
| 24. | 8 lutego 2000     | Nozawa Onsen        | Sprint K90/7.5 km       | ?               | 1.      | -           | -                |
| 25. | 26 lutego 2000    | Chaux-Neuve         | Gundersen K90/15 km     | ?               | 1.      | -           | -                |
| 26. | 10 marca 2000     | Oslo                | Gundersen K115/15 km    | ?               | 2.      | ?           | Bjarte Engen Vik |
| 27. | 17 marca 2000     | Santa Caterina      | Gundersen K90/15 km     | ?               | 1.      | -           | -                |
| 28. | 29 grudnia 2000   | Lillehammer         | Sprint K90/7.5 km       | ?               | 3.      | ?           | Kristian Hammer  |
| 29. | 30 grudnia 2000   | Lillehammer         | Gundersen K90/15 km     | ?               | 2.      | ?           | Bjarte Engen Vik |
| 30. | 1 marca 2001      | Nayoro              | Start Masowy K90/10 km  | ?               | 2.      | ?           | Felix Gottwald   |
| 31. | 3 marca 2001      | Sapporo             | Gundersen K120/15 km    | ?               | 2.      | ?           | Kristian Hammer  |
| 32. | 7 grudnia 2001    | Zakopane            | Start Masowy K120/15 km | 233.7 pkt       | 3.      | -5.7 pkt    | Felix Gottwald   |
| 33. | 9 grudnia 2001    | Szczyrbskie Jezioro | Sprint K90/7.5 km       | 17:38.3 min     | 1.      | -           | -                |
| 34. | 18 grudnia 2001   | Steamboat Springs   | Sprint K114/7.5 km      | 18:08.8 min     | 2.      | +10.2 s     | Ronny Ackermann  |
| 35. | 3 stycznia 2002   | Reit im Winkl       | Sprint K90/7.5 km       | 18:57.4 min     | 3.      | +4.7 s      | Ronny Ackermann  |
| 36. | 5 stycznia 2002   | Schonach            | Gundersen K90/15 km     | 43:28.7 min     | 2.      | +2.8 s      | Felix Gottwald   |
| 37. | 13 stycznia 2002  | Ramsau              | Sprint K90/7.5 km       | 240.0 pkt       | 2.      | -1.3 pkt    | Felix Gottwald   |
| 38. | 1 marca 2002      | Lahti               | Gundersen K116/15 km    | 40:56.2 min     | 1.      | -           | -                |
| 39. | 3 marca 2002      | Lahti               | Sprint K116/7.5 km      | 20:39.3 min     | 1.      | -           | -                |
| 40. | 13 marca 2002     | Trondheim           | Sprint K120/7.5 km      | 19:03.1 min     | 1.      | -           | -                |
| 41. | 15 marca 2002     | Oslo                | Gundersen K115/15 km    | 37:33.8 min     | 3.      | +26.4 s     | Ronny Ackermann  |
| 42. | 15 marca 2002     | Oslo                | Sprint K115/7.5 km      | 18:38.8 min     | 2.      | +2.9 s      | Hannu Manninen   |
| 43. | 14 grudnia 2002   | Harrachov           | Gundersen K90/15 km     | 34:40.0 min     | 1.      | -           | -                |
| 44. | 15 grudnia 2002   | Harrachov           | Sprint K90/7.5 km       | 16:15.2 min     | 2.      | +0.6 s      | Hannu Manninen   |
| 45. | 8 stycznia 2003   | Ramsau              | Sprint K90/7.5 km       | 18:25.9 min     | 1.      | -           | -                |
| 46. | 25 stycznia 2003  | Sapporo             | Start masowy K120/10 km | 253.6 pkt       | 3.      | -10.0 pkt   | Ronny Ackermann  |
| 47. | 29 listopada 2003 | Ruka                | Gundersen K120/15 km    | 38:38.2 min     | 3.      | +1:43.2 min | Ronny Ackermann  |
| 48. | 2 stycznia 2004   | Reit im Winkl       | Sprint K90/7.5 km       | 20:32.1 min     | 2.      | +1.8 s      | Magnus Moan      |
| 49. | 10 stycznia 2004  | Seefeld             | Sprint K90/7.5 km       | 17:47.5 min     | 2.      | +3.9 s      | Hannu Manninen   |
| 50. | 23 stycznia 2004  | Nayoro              | Gundersen K90/15 km     | 39:14.8 min     | 1.      | -           | -                |
| 51. | 25 stycznia 2004  | Sapporo             | Start masowy K120/10 km | 244.8 pkt       | 2.      | -0.2 pkt    | Hannu Manninen   |
| 52. | 22 lutego 2004    | Liberec             | Gundersen K90/15 km     | 37:41.5 min     | 3.      | +10.3 s     | Ronny Ackermann  |
| 53. | 28 lutego 2004    | Oslo                | Sprint K115/7.5 km      | 17:09.4 min     | 2.      | +0.1 s      | Hannu Manninen   |
| 54. | 29 lutego 2004    | Oslo                | Gundersen K115/15 km    | 37:16.0 min     | 2.      | +23.0 s     | Ronny Ackermann  |
| 55. | 6 marca 2004      | Lahti               | Gundersen K116/15 km    | 40:23.8 min     | 3.      | +53.3 s     | Daito Takahashi  |

### Puchar Kontynentalny

#### Miejsca w klasyfikacji generalnej
- sezon 1995/1996: ?

#### Miejsca na podium chronologicznie
| Nr | Data           | Miejscowość | Konkurencja         | Wynik zwycięzcy | Pozycja | Strata | Zwycięzca       |
| -- | -------------- | ----------- | ------------------- | --------------- | ------- | ------ | --------------- |
| 1. | 3 grudnia 1995 | Ramsau      | Gundersen K90/15 km | ?               | 2.      | ?      | Ronny Ackermann |
| 2. | 9 grudnia 1995 | Rovaniemi   | Gundersen K90/15 km | ?               | 1.      | -      | -               |

### Letnie Grand Prix

#### Miejsca w klasyfikacji generalnej
- 2000: 2.
- 2001: 1.
- 2002: 10.

#### Miejsca na podium chronologicznie
| Nr | Data             | Miejscowość | Konkurencja         | Wynik zwycięzcy | Pozycja | Strata | Zwycięzca       |
| -- | ---------------- | ----------- | ------------------- | --------------- | ------- | ------ | --------------- |
| 1. | 30 sierpnia 2000 | Oberhof     | Gundersen K90/15 km | ?               | 1.      | -      | -               |
| 2. | 24 sierpnia 2001 | Klingenthal | Gundersen K80/14 km | ?               | 1.      | -      | -               |
| 3. | 26 sierpnia 2001 | Oberhof     | Sprint K90/9 km     | ?               | 2.      | ?      | Ronny Ackermann |
| 4. | 29 sierpnia 2001 | Winterberg  | Gundersen K80/14 km | ?               | 2.      | ?      | Jaakko Tallus   |